# Tony Hurt
Pour les articles homonymes, voir Hurt.
Anthony John Hurt dit Tony Hurt, né le 30 mars 1946 à Auckland, est un rameur d'aviron néo-zélandais.

## Carrière
Aux Jeux de 1972 de Munich, il est sacré champion olympique en huit. Quatre ans plus tard aux Jeux olympiques de Montréal, il obtient la médaille de bronze dans la même épreuve,.